# Recensământul Statelor Unite ale Americii din 1860
Recensământul Statelor Unite ale Americii din 1860 (engleză United States Census, 1860, conform originalului The United States Census of 1860) a fost cel de-al optulea din recensămintele efectuate o dată la zece ani în Statele Unite ale Americii, fiind al optulea dintr-o serie ce cuprinde azi 23 de calculări ale populației Uniunii.  
Populația totală determinată a fost de 31.443.321 de locuitori, o creștere de 35,4 % față de cei 23.191.876 de locuitori înregistrați în 1840. 

## Componența Statelor Unite ale Americii în 1860

Animaţie prezentând ordinea intrării statelor în Uniune (1776 - 1959)

În 1860, la data încheierii recensământului, Statele Unite aveau 33 de state, Uniunea fiind constituită din cele 30 respectiv 31 de state, care constituiseră Uniunea în 1850, anul celui de-al optulea recensământ, la care s-au adăugat două noi entități componente, devenite state ale Statelor Unite în deceniul 1851 - 1860: 
- 32. Minnesota, la 11 mai 1858
- 33. Oregon, la 14 februarie 1859